# انسان‌شناسی قانونی
انسان‌شناسی قانونی (انگلیسی: Forensic anthropology) کاربرد علم تشریحی انسان‌شناسی و زیرشاخه‌های آن، از جمله باستان‌شناسی قانونی و سنگواره‌شناسی قانونی، در پزشک قانونی است. یک انسان‌شناس قانونی می‌تواند در شناسایی افراد متوفی که بقایای آن‌ها تجزیه شده، سوخته، مثله شده یا غیرقابل تشخیص است، برای مثال در یک سقوط هواپیما، کمک کند. انسان‌شناسان پزشکی قانونی در بررسی و مستندسازی نسل‌کشی و گورهای دسته‌جمعی نقش اساسی دارند. در کنار آسیب‌شناسان قانونی، دندان‌پزشکان قانونی و بازرسان قتل، انسان‌شناسان قانونی معمولاً به‌عنوان شاهد متخصص در دادگاه شهادت می‌دهند. با استفاده از نشانگرهای فیزیکی موجود بر روی اسکلت، یک انسان‌شناس قانونی می‌تواند سن، جنس، قد و نژاد یک فرد را تعیین کند. علاوه بر شناسایی ویژگی‌های فیزیکی افراد، انسان‌شناسان قانونی می‌توانند از ناهنجاری‌های اسکلتی برای تعیین بالقوه علت مرگ، آسیب‌های گذشته مانند شکستگی استخوان یا اقدامات پزشکی و همچنین بیماری‌هایی مانند سرطان استخوان استفاده کنند.
روش‌های مورد استفاده برای شناسایی یک فرد از روی اسکلت به کمک‌های گذشته انسان‌شناسان مختلف و مطالعه تفاوت‌های چندریختی اسکلت انسان متکی است. از طریق جمع‌آوری هزاران نمونه و تجزیه و تحلیل تفاوت‌ها در یک جمعیت، می‌توان بر اساس ویژگی‌های فیزیکی دلایل را تخمین زد. از این طریق می‌توان مجموعه‌ای از بقایا را شناسایی کرد. حوزه انسان‌شناسی قانونی در طول قرن بیستم به یک تخصص کاملاً شناخته‌شده پزشکی قانونی تبدیل شد که شامل انسان‌شناسان آموزش‌دیده و همچنین مؤسسات تحقیقاتی متعددی است، که داده‌ها را در مورد تجزیه قرار داده و تأثیراتی که می‌تواند بر روی اسکلت داشته باشد جمع‌آوری می‌کند.

## کاربردهای مدرن

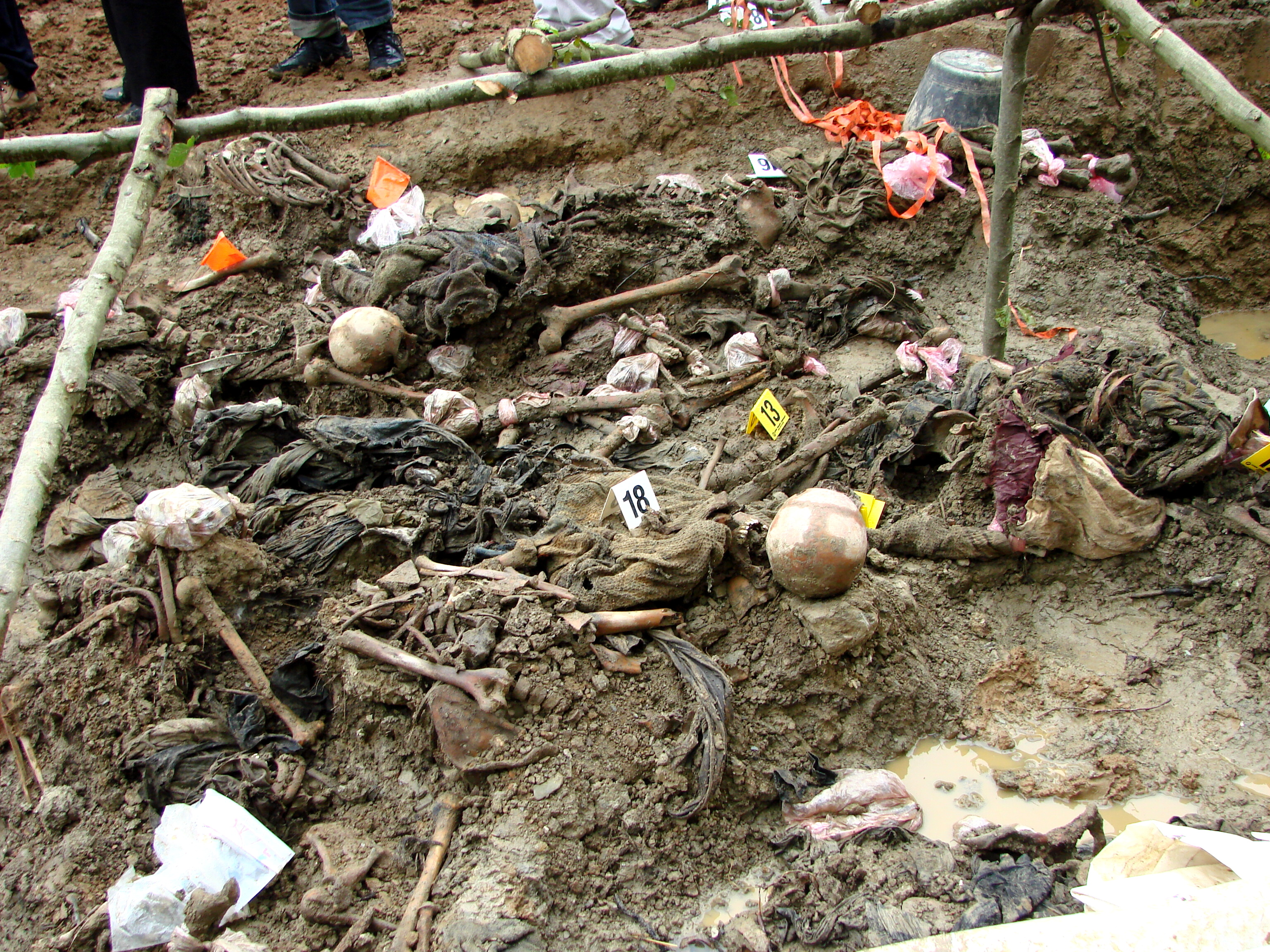
اجساد نبش‌قبرشده قربانیان نسل‌کشی سربرنیتسا در سال ۱۹۹۵ در یک گور دسته‌جمعی که در سال ۲۰۰۷ پیدا شد.

امروزه انسان‌شناسی قانونی یک رشته تثبیت‌شده در زمینه پزشکی قانونی است. از انسان‌شناسان خواسته می‌شود تا بقایای بدن را بررسی کنند و به شناسایی افراد از استخوان‌ها، زمانی که دیگر ویژگی‌های فیزیکی که می‌توانند برای شناسایی جسد مورد استفاده قرار گیرند وجود نداشته باشند، کمک کنند. انسان‌شناسان قانونی به همراه آسیب‌شناسان قانونی برای شناسایی بقایای اسکلتی بر اساس ویژگی‌های آن‌ها کار می‌کنند. اگر قربانی برای مدت طولانی پیدا نشود یا توسط لاشخورها خورده شده باشد، نشانگرهای گوشتی که برای شناسایی استفاده می‌شوند از بین می‌روند و شناسایی عادی را، اگر غیرممکن نگوییم، دشوار می‌کنند. انسان‌شناسان قانونی می‌توانند مشخصات فیزیکی فرد را برای ورود به پایگاه‌های اطلاعاتی افراد گم‌شده مانند «پایگاه ملی اطلاعات جرایم» در ایالات متحده یا پایگاه «اطلاعیه اینترپل» پلیس بین‌الملل ارائه دهند.
علاوه بر این وظایف، انسان‌شناسان قانونی اغلب در تحقیقات جنایات جنگی و تحقیقات تلفات جمعی کمک می‌کنند. انسان‌شناسان وظیفه کمک به شناسایی قربانیان حملات ۱۱ سپتامبر، و همچنین سقوط هواپیما مانند فاجعه پرواز ۱۲۸۵ ارو ایر و فاجعه پرواز ۴۲۷ یو اس ایر را دارند که در آن گوشت یا بیشتر بافت‌ها تبخیر شده بود و شناسایی عادی غیرممکن بود. انسان‌شناسان همچنین به شناسایی قربانیان نسل‌کشی در کشورهای سرتاسر جهان، و اغلب مدت‌ها پس از واقعه کمک کرده‌اند. انسان‌شناسان جنایات جنگی به بررسی نسل‌کشی رواندا و کشتار سربرنیتسا کمک کرده‌اند. سازمان‌هایی مانند انجمن انسان‌شناسی قانونی اروپا، انجمن بریتانیایی انسان‌شناسی قانونی، و انجمن انسان‌شناسان قانونی آمریکا به ارائه دستورالعمل‌هایی برای بهبود انسان‌شناسی قانونی و توسعه استانداردها در این رشته ادامه می‌دهند.
با وجود صدها ناپدید شدن و سوزاندن اجساد غیرقابل شناسایی توسط حماس در جریان حمله ۲۰۲۳ حماس به اسرائیل، مقامات اسرائیلی تیم‌های بازیابی را که شامل باستان‌شناسانی از اداره آثار باستانی اسرائیل بودند، جمع کردند. این تیم از مهارت‌های تخصصی خود در حفاری و شناسایی بقایای باستانی تکه‌تکه برای غربال کردن خاکستر و قلوه‌سنگ برای یافتن قطعات استخوانی که توسط سایر تیم‌های پزشکی قانونی نادیده گرفته شده بود، استفاده کردند. باستان‌شناسان اتاق‌ها را جستجو کردند، آن‌ها را به شبکه‌هایی تقسیم کردند و با دقت خرده‌های استخوان‌ها را استخراج کردند. در یک خانه، تیم باستان‌شناسی لکه خونی را در زیر خاکستر پیدا کردند که مشخص کردند طرح کلی یک جسد است که بعداً از طریق تجزیه و تحلیل دی‌ان‌ای شناسایی شد.

## روش‌ها
- تعیین جنسیت
- تعیین قد
- تعیین سن
- تخمین سنی افراد زنده
- تعیین اصل و نسب
- نشانگرهای دیگر

## زیر شاخه‌ها
- باستان‌شناسی قانونی
- سنگواره‌شناسی قانونی

## اخلاق
مانند سایر رشته‌های پزشکی قانونی، انسان‌شناسان قانونی به‌دلیل کارشان در سیستم حقوقی از استانداردهای اخلاقی بالایی برخوردار هستند. افرادی که عمداً مدرکی را نادرست معرفی می‌کنند، بسته به شدت تخلف، می‌توانند توسط مقامات ذی‌ربط مجازات، جریمه یا زندانی شوند. افرادی که نتوانند هرگونه تعارض منافع را فاش کنند یا تمام یافته‌های خود را گزارش نکنند، صرف‌نظر از این‌که چه می‌توانند باشند، ممکن است با اقدامات انضباطی روبه‌رو شوند. مهم است که انسان‌شناسان قانونی در طول یک تحقیق بی‌طرف بمانند. هر گونه سوگیری در طول تحقیقات می‌تواند تلاش‌ها در دادگاه را برای کشاندن طرف‌های مسئول به میز محاکمه مختل کند. خطر عمده سوگیری تأییدی از دانش زمینه وجود دارد، به خصوص در موارد مبهم یا پیچیده‌تر.
علاوه بر دستورالعمل‌ها، انسان‌شناسان قانونی باید همیشه در نظر داشته باشند که بقایایی که با آن‌ها کار می‌کنند زمانی یک فرد بوده‌اند. در صورت امکان باید آداب و رسوم بومی، در رابطه با برخورد با مردگان رعایت شود و با تمام اجساد با احترام و وقار رفتار شود.